# Manteyer
Manteyer é uma comuna francesa na região administrativa da Provença-Alpes-Costa Azul, no departamento de Altos-Alpes. Estende-se por uma área de 25,63 km². Em 2010 a comuna tinha 434 habitantes (densidade: 16,9 hab./km²).